# Alvier
L'Alvier est un sommet de 2 341 m d'altitude. Il est situé dans le canton suisse de Saint-Gall.

## Géographie
L'Alvier est situé dans les Préalpes appenzelloises, domine la Gauschla au sud et est dominé par le Gamsberg au nord-est.
Le sommet permet de voir le Säntis, le Staubern et le Hoher Kasten au nord, la vallée du Rhin de Bad Ragaz au lac de Constance à l'est. L'ouest du Vorarlberg et le Liechtenstein sont visibles jusqu'aux montagnes du Rätikon. On peut aussi voir le Walensee à l'ouest, une partie des Alpes glaronaises au sud-ouest et une partie des Alpes rhétiques au sud.
Ainsi, quatre pays sont visibles : la Suisse, le Liechtenstein, l'Autriche et l'Allemagne.

## Accès
- Un sentier pédestre permet l'accès depuis le sud ou sud-ouest, au départ de Sargans, Flums ou Mels, avec un téléphérique.
- Un sentier pédestre permet l'accès depuis l'est, au départ de Buchs, Oberschan, Trübbach ou Sevelen.